# تریومف ترایدنت ۶۶۰
تریومف ترایدنت ۶۶۰ (به انگلیسی: Triumph Trident 660) یک موتورسیکلت نیکد بریتانیایی با انجین سه‌سیلندر ۶۶۰ سی‌سی با توان خروجی ۸۱ اسب بخار همراه با رادیاتور که توسط کمپانی موتورسیکلت تریومف در سال ۲۰۲۰ معرفی شد. نهایت سرعت این موتورسیکلت ۲۰۵ کیلومتر بر ساعت می‌باشد.
این موتورسیکلت در نظر گرفته شده است تا در بخش وزن متوسط رقابت کند و رقیبی برای یاماها آر-۳، کاوازاکی زد۶۵۰، هوندا سی‌بی۶۵۰ و تا حدی سوزوکی اس‌وی۶۵۰ باشد.